# Polibromodifenil éteres

Estructura de los polibromodifenil éteres

Los polibromodifenil éteres (PBDE, C12H10−xBrxO (x = 1–10 = m + n) son una clase de compuestos bromados de extenso uso como retardantes de llama en plásticos y espumas, incluidas las carcasas de plástico de equipos electrónicos. Los PBDE son sustancias químicas medioambientalmente persistentes. Algunas de ellas, especialmente los congéneres menos bromados (por ejemplo, los penta-BDE), son asimismo altamente bioacumulativos. Su fabricación y uso como aditivos en plásticos y en otros polímeros, en los que no se hallan fuertemente adheridos a la matriz del polímero, nos ha llevado a una situación en la que estos compuestos están ampliamente distribuidos en el medio ambiente. Se pueden detectar PBDEs en el aire y el polvo de interiores tanto en el centro de trabajo como en casa. También se encuentran casi en cualquier parte del medio ambiente, incluidos los sedimentos, en peces de agua dulce y marina, en los huevos de aves  e incluso en ballenas de océanos profundos y en el Ártico.
- Datos: Q205944
- Multimedia: Polybrominated diphenyl ethers / Q205944